# 김윤식 (야구 선수)
김윤식(2000년 4월 3일 ~ )은 KBO 리그 LG 트윈스의 투수이다.

## 아마추어 시절
광주제일고등학교에 입학하려 했으나 입학을 거부당해 광주진흥고등학교에 진학했다. 진학 후 부상으로 인해 1년을 유급했고, 3학년 때부터 팀의 에이스로 활약하기 시작했다. 덕수고등학교의 정구범에 이어 고교 좌완 TOP 2로 평가받으며 전체 3순위 이내의 지명이 유력했다. 좌완으로서 투구폼이 굉장히 유연하고, 구위가 매우 좋아 즉시 전력감으로 평가받았다. 2020년 신인 드래프트에서 전체 3순위로 LG 트윈스에 지명됐다.

## LG 트윈스시절
1차, 2차 스프링 캠프에 모두 참여했다. 청백전과 연습 경기에서 선발과 불펜을 오가며 좋은 모습을 보여 대체 선발로 언급됐다.
2020년 5월 5일 두산 베어스와의 경기에서 구원 등판하며 데뷔 첫 경기를 치렀고, 경기에서 1이닝 1실점을 기록했다. 2020년 6월 23일 키움 히어로즈와의 경기에서 데뷔 첫 선발 경기를 치렀고, 경기에서 5이닝 5실점을 기록하며 패전 투수가 됐다.

### 2023 시즌
2023년 한국시리즈 4차전에 선발 등판하여 5.2이닝 1실점으로 호투하며, 7677일만에 LG 소속으로 한국시리즈에서 선발승을 기록하였고, 국내 선수 한정으로는 최향남 이후 9145일만이다 그리고 이상훈을 제치고 LG 소속으로 최연소 한국시리즈 선발승 기록까지 세웠다.

## 국가대표 경력
2023 월드 베이스볼 클래식 대표팀에 선발되어 일본과 본선 1라운드에 등판하였다.

## 출신 학교
- 광주서석초등학교
- 무등중학교
- 광주진흥고등학교

## 통산 기록
| 연도 | 팀명  | 평균자책점 | 경기 | 완투 | 완봉 | 승 | 패 | 세 | 홀 | 승률  | 타자 | 이닝 | 피안타 | 피홈런 | 볼넷 | 사구 | 탈삼진 | 실점 | 자책점 |
| ---- | ----- | ---------- | ---- | ---- | ---- | -- | -- | -- | -- | ----- | ---- | ---- | ------ | ------ | ---- | ---- | ------ | ---- | ------ |
| 2020 | LG    | 6.25       | 23   | 0    | 0    | 2  | 4  | 0  | 2  | 0.333 | 308  | 67⅔  | 87     | 7      | 24   | 6    | 38     | 50   | 47     |
| 2021 | LG    | 4.32       | 35   | 0    | 0    | 7  | 4  | 0  | 1  | 0.636 | 301  | 66⅔  | 65     | 3      | 36   | 6    | 56     | 37   | 33     |
| 2022 | LG    | 3.31       | 23   | 0    | 0    | 8  | 5  | 0  | 0  | 0.615 | 483  | 114⅓ | 125    | 5      | 27   | 1    | 81     | 46   | 42     |
| 통산 | 3시즌 | 4.38       | 81   | 0    | 0    | 17 | 13 | 0  | 3  | 0.333 | 1092 | 248⅔ | 277    | 15     | 87   | 13   | 175    | 133  | 122    |